# Novodneprita
La novodneprita és un mineral de la classe dels elements natius. Rep el seu nom de la localitat on va ser descoberta, a Novodneprovskoe (Kazakhstan).

## Característiques
La novodneprita és un aliatge de fórmula química AuPb₃. Cristal·litza en el sistema tetragonal. Se'n pot trobar en agregats esferoïdals d'or on es troba formant intercreixements amb l'anyuiïta, omplint els espais lliures entre els cristalls d'or dins dels esferoides d'or.
Segons la classificació de Nickel-Strunz la novodneprita pertany a «01.AA - Metalls i aliatges intermetàl·lics de la família coure-cupalita» juntament amb els següents minerals: alumini, coure, or, plom, níquel, plata, steinhardtita, auricuprur, cuproaurur, tetraauricuprur, anyuiïta, khatirkita, cupalita, hunchunita, stolperita, hollisterita, icosaedrita, kriatxkoïta i proxidecagonita.

## Formació i jaciments
Se'n va trobar per primera vegada en concentrats d'or a la zona de limonita del dipòsit de Novodneprovskoe, al Kazakhstan. També se n'ha trobat a Etang de Lherz (Migdia-Pirineus, França). Sol trobar-se associada a l'anyuiïta i a l'or.